# Manuel Bicker de Castro Lobo Pimentel
Manuel Bicker de Castro Lobo Pimentel (Ferreira do Alentejo, 28 de Junho de 1892 - Santa Maria, Estremoz, 29 de Dezembro de 1961), foi um político e empresário português.

## Biografia

### Nascimento e formação
Nasceu na vila de Ferreira do Alentejo em 28 de Junho de 1892, filho de Maria Libânia Bicker Pimentel e de Manuel de Castro Lobo Pimentel.
Frequentou a escola primária em Ferreira do Alentejo, e depois fez os estudos liceais no Colégio de Campolide. Tirou a licenciatura em engenharia civil no Instituto Superior Técnico.

### Carreira profissional e política
Em Lisboa trabalhou como professor particular para o ensino liceal. Na década de 1930 foi residir para Estremoz, onde se dedicou à agricultura, não tendo chegado a praticar como engenheiro civil.
Tornou-se vice-presidente da Câmara Municipal de Estremoz em 1936, durante o mandato de José Maria Franco, tendo ascendido a presidente em 1938, posição que manteve até 21 de Setembro de 1952. Durante o seu mandato, destacou-se pelas obras de abastecimento de água ao concelho e a conclusão das obras do matadouro municipal, que foi considerado na época como um dos melhores em Portugal. Após o final da sua carreira política, exerceu como presidente da assembleia-geral do Clube de Futebol de Estremoz e da Caixa de Crédito Agrícola. Também foi presidente da assembleia da Cooperativa dos Olivicultores do Concelho de Estremoz, e administrador do periódico local, Brados do Alentejo.

### Falecimento e família
Faleceu em 29 de Dezembro de 1961, na freguesia de Santa Maria, em Estremoz. O funeral teve lugar no dia seguinte, saindo da sua residência, na Quinta de São João, para o cemitério. Estava casado com Maria José Leão Carrasco Pimentel desde 17 de Setembro de 1936, e era pai de Manuel Bicker de Castro Pimentel e de Maria Maia Carrasco Bicker Pimentel de Carvalho Pereira.

## Homenagens
Em 21 de Novembro de 1938, foi homenageado com a Medalha de Agradecimento da Cruz Vermelha Portuguesa.